# Gint puntlandus
Espèce
Gint puntlandus est une espèce de scorpions de la famille des Buthidae.

## Distribution
Cette espèce est endémique du Pount en Somalie. Elle se rencontre vers Galgalo.

## Description
Le mâle holotype mesure 30,45 mm.

## Systématique et taxinomie
Cette espèce a été décrite par Kovařík et Mazuch en 2015.

## Étymologie
Son nom d'espèce lui a été donné en référence au lieu de sa découverte, le Puntland.

## Publication originale
- Kovařík & Mazuch, 2015 : « Review of the Genus Gint Kovařík et al., 2013, with Description of Two New Species from Somaliland and Somalia (Puntland) (Scorpiones: Buthidae). » Euscorpius, no 209, p. 1-23 (texte intégral).